# Radovna (gmina Gorje)
Radovna – wieś w Słowenii, w gminie Gorje. W 2018 roku liczyła 15 mieszkańców.